# 約翰·摩爾斯 (商人)
約翰·摩爾斯 CBE（英語：Sir John Moores，1896年1月25日—1993年9月25日）是一位英格蘭商人。是利物浦零售公司“Littlewoods”的創始人。1989年估計其資產達到17億英鎊。利物浦約翰摩爾斯大學以其名命名。

## 外部連結
- John Moores Painting Prize （页面存档备份，存于）